# Bad Schandau

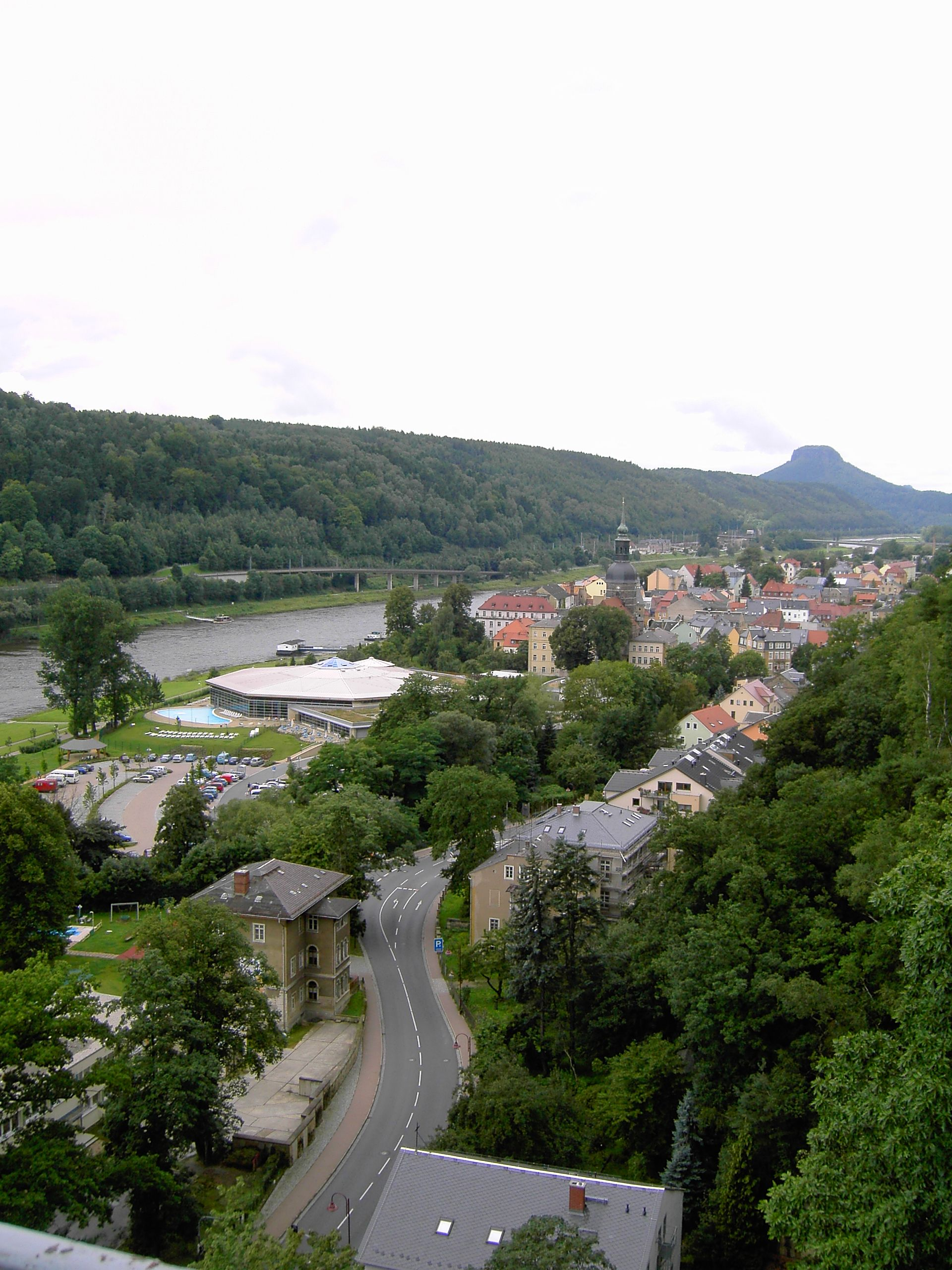
Bad Schandau.

Bad Schandau (hasta 1920 solo Schandau; checo: Žandov) es una localidad a orillas del río Elba del distrito de Suiza Sajona-Montes Metálicos Orientales, en la región (Regierungsbezirk) de Dresde, perteneciente al estado federado alemán de Sajonia. Junto a Porschdorf, Reinhardtsdorf-Schöna y Rathmannsdorf forma el Verwaltungsgemeinschaft Bad Schandau (las Verwaltungsgemeinschaften son corporaciones administrativas que agrupan municipios de un mismo distrito, y que poseen sede política propia).

## Ubicación geográfica
Bad Schandau se extiende a ambas orillas del Elba, en el interior del Parque nacional de la Suiza Sajona. El núcleo poblacional original se encuentra a los pies de los escarpados peñascos de la orilla norte del río Elba, adentrándose parcialmente en el angosto valle de uno de sus afluentes, el Kirnitzsch. Bad Schandau es el punto de partida de una línea de tranvía de 8 kilómetros llamada Kirnitzschtalbahn o "ferrocarril del valle del Kirnitzsch" que discurre de forma paralela a dicho riachuelo y termina en la cascada de Lichtenhain. Esta línea férrea es de especial interés para los aficionados al senderismo.

## División territorial
Bad Schandau está formada por cuatro barrios: Krippen, Postelwitz, Schmilka y Ostrau.

## Historia
En la primera mitad del siglo XIV, un grupo de colonos alemanes adquirieron del señor feudal de Hohnstein las praderas del Elba entre Rathmannsdorf y Postelwitz, fundando en dicho lugar una plaza comercial. La primera mención de Schandau data de 1445. Debido a la importancia desde el punto de vista comercial que ofrecía su ubicación, en 1467 obtuvo el rango de ciudad. Desde aproximadamente el año 1800 es ciudad de veraneo y balneario.
Es una de las ciudades alemanas más pequeñas con tranvía propio, el Kirnitzschtalbahn (en servicio desde 1898).
Bad Schandau sufrió serios daños durante las inundaciones europeas de 2002.

### Escudo
En 1480, el príncipe Ernesto de Sajonia concedió a Schandau el derecho de poseer un escudo de armas y un sello propios. El escudo muestra un velero de plata sobre campo de azur.

## Cultura y sitios de interés

### Museos
- Heimatmuseum
- Nationalparkmuseum
- Friedrich-Gottlob-Keller-Museum Krippen (dedicado al descubridor del papel de pulpa de celulosa)
- Molino de Neumann en el valle del Kirnitzsch (exposición)

### Dialecto
En Bad Schandau se habla una variante del dialecto sajón llamada Meißnisch, que se caracteriza por una palatalización del sonido "k" menor que en otras zonas de la región dialectal. Además, destaca el uso de las partículas "nicht wahr" ("¿no es cierto?") y "nicht wahr, nicht?", pronunciadas "norr" y "norr ni?" respectivamente. También se sustituye "ja" (sí) y "nein" (no) por las palabras de origen eslavo no y né.

## Ciudades hermanadas
- Überlingen, junto al lago de Constanza
- Gößweinstein
- Fichtenau
- Ceska Kamenice en República Checa
- Lądek Zdrój en Polonia

### Ciudadanos famosos
- Carl Gottlieb Hering (1766-1853), compositor.
- Heinrich Leberecht Fleischer (1801-1888), orientalista y desde 1874 hijo predilecto de la ciudad.
- Rudolph Hering (1803-1888), minero sajón que dio su nombre a un pozo en la zona minera de Marienberg.
- Rudolf Sendig (1848-1928), hotelero y autor.
- Silvio Wollmann (1986-), autor.